# Testudomyces
Testudomyces — рід грибів родини Gymnoascaceae. Назва вперше опублікована 2002 року.

## Класифікація
До роду Testudomyces відносять 1 вид:
- Testudomyces verrucosus